# Dorota Godzina
Dorota Godzina – wielokrotna mistrzyni Polski w kick-boxingu. Posiada 1. stopień mistrzowski – czarny pas – 1 dan.
Zawodniczka MKS Piaseczno. Wychowanka trenera Piotra Siegoczyńskiego. 
Studentka Szkoły Głównej Gospodarstwa Wiejskiego.

## Osiągnięcia sportowe
2008
- Zdobywczyni dwóch Pucharów Świata w formułach semi contact i light contact w wadze do 55kg (Salsomagiorre, Włochy)
- Mistrzyni Polski w formule light contact w wadze do 55kg
- Mistrzyni Polski w formule semi contact w wadze do 55kg
- Mistrzyni Europy w formule semi contact w wadze do 55kg (Varna, Bułgaria)
- Zdobywczyni 5 miejsca na Mistrzostwach Europy w formule light contact w wadze do 55kg (Guimaraes, Portugalia)